# Siracusa (vino)
Siracusa è una DOC istituita con decreto del 14/10/11 pubblicato sulla gazzetta ufficiale 28/10/11 n 252..
Comprende vini prodotti nel comune di Siracusa nell'omonima provincia.

## I vini della DOC
- Siracusa Moscato
- Siracusa Moscato Spumante
- Siracusa Passito
- Siracusa Nero d'Avola
- Siracusa Syrah
- Siracusa Rosso
- Siracusa Bianco

## Tecniche di produzione
I nuovi impianti ed i reimpianti dovranno avere una densità dei ceppi di 4.000 ceppi/ettaro con allevamento ad alberello o a controspalliera.
È vietata ogni pratica di forzatura. È consentita l'irrigazione di soccorso.
Tutte le operazioni di vinificazione debbono essere effettuate nel comune di Siracusa, ad eccezione della spumantizzazione che può essere effettuata nell'intera Sicilia.